# 黑森/下萨克森汇报
黑森/下萨克森汇报（Hessische/Niedersächsische Allgemeine/ HNA）是一家位于德国卡塞尔的地方报纸。自2017年3月1日起，该报纸由Dierichs出版公司（Verlag Dierichs GmbH）所有。2008年，HNA的平均发行量为165800份；1999年时，这一数据是247500份。 